# Собепани
Собепани (пол. Sobiepany) — село в Польщі, у гміні Сендзейовиці Ласького повіту Лодзинського воєводства.
Населення — 110 осіб (2011).
У 1975—1998 роках село належало до Серадзького воєводства.

## Демографія
Демографічна структура станом на 31 березня 2011 року:
|          | Загалом | Допрацездатний вік | Працездатний вік | Постпрацездатний вік |
| -------- | ------- | ------------------ | ---------------- | -------------------- |
| Чоловіки | 53      | 7                  | 43               | 3                    |
| Жінки    | 57      | 9                  | 28               | 20                   |
| Разом    | 110     | 16                 | 71               | 23                   |